# Skrzydłowo (województwo zachodniopomorskie)
Skrzydłowo (niem.: Mühlenbruch) – osada w Polsce położona w województwie zachodniopomorskim, w powiecie kołobrzeskim, w gminie Rymań przy drodze krajowej nr 6 (E28). Miejscowość wchodzi w skład sołectwa Rzesznikowo.
W latach 1975–1998 miejscowość administracyjnie należała do województwa koszalińskiego.

## Zabytki
- park dworski, pocz. XX, nr rej.: 984 z 10.02.1978, pozostałość po dworze.